# Глухий Володимир Йосипович

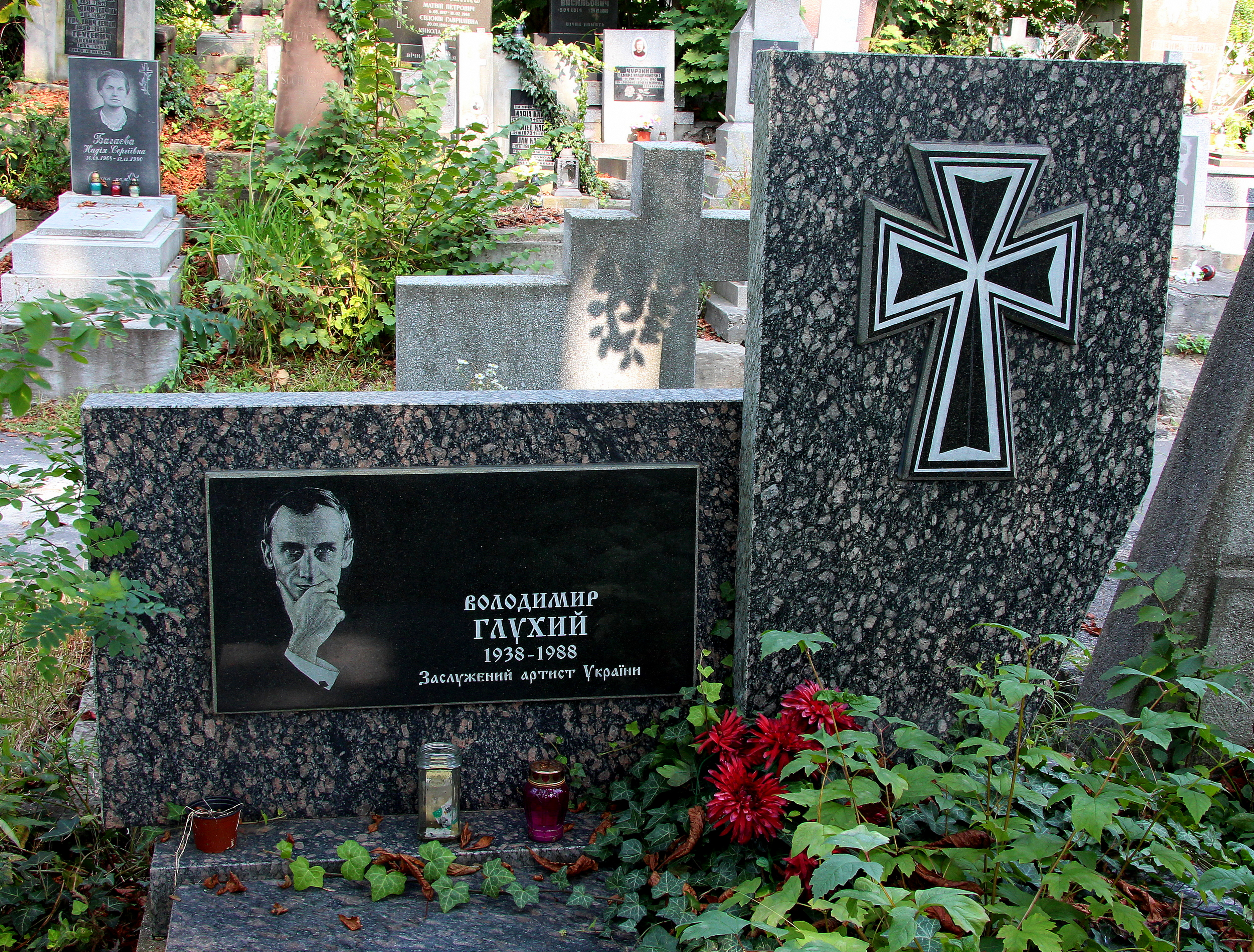
Місце поховання Володимира Глухого

Володи́мир Глухи́й (29 серпня 1938, м. Добромиль — 29 квітня 1988, Львів) — український актор театру і кіно, заслужений артист України.

## Життєпис
Народився у серпні 1938 року в місті Добромиль, Добромильський повіт (нині Самбірський р-н, Львівська обл.).
Під час навчання у Добромильській середній школі (1945—1955 рр.) завдяки керівникові театрального гуртка Софії Вовчик хлопець уперше спробував себе на аматорській сцені. Згодом Глухий закінчив філологічний факультет Львівського університету, де брав активну участь у роботі університетського драматичного колективу під керівництвом народного артиста України Олександра Гая. Невдовзі, склавши випускні іспити та захистивши дипломну роботу з історії українського водевілю, Володимир цілком поринув у театральне життя. Через рік разом із іншими студентами підготував дипломну роботу — виставку за п'єсою «Місто на світанку» О. Арбузова, в якій грав роль Альтмана.
В 1961 році його було зараховано до трупи театру імені Марії Заньковецької. Туди ж потрапили й Наталія Лотоцька, Богдан Ступка, Віктор Коваленко, Алла Бабенко.
Через 17 років Глухий отримав почесне звання заслуженого артиста. Окрім ролей у таких спектаклях, як «Украдене щастя» І. Франка, «Житейське море» І. Карпенка-Карого, «Камінний господар» Лесі Українки, В. Глухий знявся у кінофільмах «Я, Франциск Скорина», «Пропала грамота», «Пам'ять землі» та інших. Останньою його роботою на сцені театру була роль матадора в «Арені» І. Фрідберга.
Помер Володимир Глухий 29 квітня 1988 року, не доживши 4 місяці до свого 50-річчя. Похований у Львові на Янівському цвинтарі, поле № 16.

## Фільмографія
- 1969 — Я, Франциск Скорина
- 1972 — Пропала грамота — добрий Чорт
- 1974 — Марина
- 1976 — Місто з ранку до півночі — відвідувач пральні
- 1976 — Пам'ять землі
- 1979 — Під сузір'ям Близнюків
- 1983 — Житейське море — Усай